# Ingrid Wiksjö
Ingrid Elisabeth Wiksjö, född 4 december 1903 i Frösö församling, Jämtlands län, död 19 september 1986 i Laholms församling, Hallands län, var en svensk konsertsångerska (sopran).

## Filmografi (urval)
- 1936 – Skeppsbrutne Max
- 1935 – Kärlek efter noter